# توازن حراري

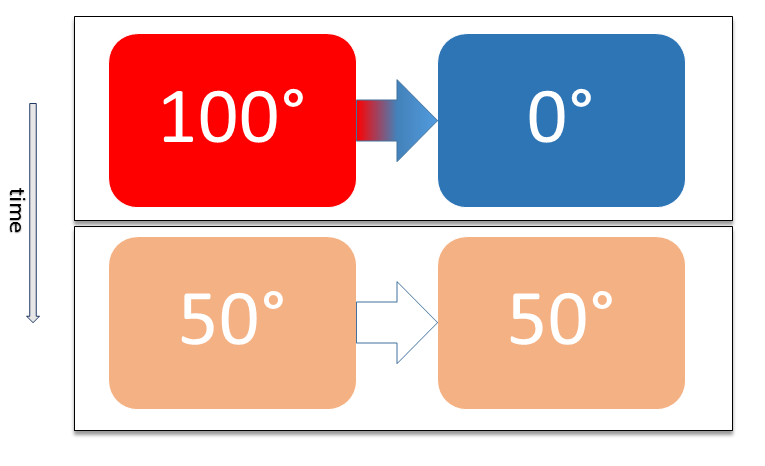

يكون نظامان فيزيائيان في حالة توازن حراري إذا لم يكن هناك تدفق طاقة حرارية بينهما عندما يتم توصيلهما بمسار قابل للتسخين. التوازن الحراري يتبع القانون الصفري للديناميكا الحرارية. يكون النظام في حالة توازن حراري مع نفسه إذا كانت درجة الحرارة داخل النظام متجانسة مكانياً وزمانياً.
الأنظمة في حالة التوازن الديناميكي الحراري دائمًا ما تكون في حالة توازن حراري ، ولكن العكس ليس صحيح دائمًا. إذا كان الاتصال بين الأنظمة يسمح بنقل الطاقة كحرارة ولكن لا يسمح بنقل المادة أو نقل الطاقة كعمل "work"، فقد يصل النظامان إلى توازن حراري دون الوصول إلى توازن حراري ديناميكي.
يكون جسم ما في حالة توازن حراري عندما تكون درجة حرارته ثابتة، ويصدر منه إشعاع حراري بقدر ما يمتصه.
أمثلة على ذلك:
- الحديد المنصهر بالفرن
- الزجاج المنصهر بالفرن.
- العربة الواقفة بالكراج، أما إذا جاءت عربة من الخارج ووقفت بالكراج فلا تكون في حالة توازن حراري، حيث تبدأ درجة حرارة المحرك في الهبوط بالتدريج، حتى تصل إلى حالة التوازن الحراري بعد فترة زمنية .
- الشمس

## مخلوط الماء
إذا كان لدينا كميتين من الماء كل منهما قدرها 1 لتر، واحدة منها في درجة حرارة 80 درجة مئوية والأخرى في 20 مئوية، وقمنا بخلطهما. يحدث توازن حراري في المخلوط بعد فترة زمنية قصيرة ويكون لدينا 2 لتر ماء عند درجة حرارة 50 مئوية.
درجة الحرارة النهائية = (20 + 80)/2
= 100/2 = 50 درجة مئوية
يكون هذا الحساب صحيح في هذه الحالة فقط حيث كميتي الماء متساويتين، أما في الحالة العامة يجب استخدام علاقة التحويل الحراري في حالة التوازن كاملة.

## انتقال الحرارة بالتوصيل وبالإشعاع
تنتقل الحرارة من نظام مغلق أو إليه عن طريق التوصيل الحراري أو بالإشعاع الحراري إلى نظام آخر. ويكون انتقال الحرارة دائما من الجسم الساخن إلى الجسم البارد حتي يحدث توازن لدرجة الحرارة بينهما. هذا ما ينص عليه القانون الصفري للديناميكا الحرارية.

## تغير الحالة الداخلية لنظام معزول
إذا تركنا نظاما معزولا لفترة زمنية كافية فهو يصل إلى حالة توازن حراري حيث تكون درجة الحرارة فيه موزعة توزيعا منتظما. ولكن تلك الحالة لا تماثل حالة توازن ترموديناميكي، حيث أن التوازن الترموديناميكي يتطلب أيضا عدم انتقال مادة أو انتقال إشعاع في النظام.
وعلى سبيل المثال نفترض قضيبا من الحديد قمنا بتسخين أحد أطرافه، فعندما نعزله تبدأ الحرارة تتوزع فيه حتى يصل بعد فترة زمنية كافية إلى درجة حرارة متساوية، وخلال فترة انتشار الحرارة فيه لا يكون القضيب في حالة توازن حراري.
وإذا افترضنا وجود خزان كبير ممتلأ بالماء ويحتوي على غبار، فعندما نتركه زمن كافي تحت تأثير الجاذبية الأرضية فإن الغبار سوف يترسب في قاع الخزان ويصل إلى حالة تكون فيها درجة الحرارة موزعة توزيعا متساويا وبدون أن يكون الضغط فيه ولا الكثافة موزعة توزيعا متساويا، وعلى الرغم من ذلك يكون النظام في حالة توازن حراري وأيضا توازن ترموديناميكي، إذ لا يحدث فيه انتقال للحرارة ولا لحبيبات الغبار.

## محرك الاحتراق الداخلي
في أسطوانة محرك الاحتراق الداخلي يختلط بخار الكيروسين مع الهواء، وعندما يشعل المخلوط بشرارة كهربائية يحترق الكيروسين ويتولد ثاني أكسيد الكربون وماء. فإذا حدث ذلك وكانت الأسطوانة معزولة ترتفع درجة الحرارة فيها وأثناء ارتفاع درجة الحرارة لا تكون الاسطوانة ومحتوياتها في حالة توازن حراري، ولكن بعد فترة زمنية ستتوزع درجة الحرارة فيهم بالتساوي.

## الثلج والماء
إذا قمنا بعزل كوبا به ماء دافئ وقطعة من الثلج، يبدأ الثلج في الانصهار. وأثناء انصهار الثلج لا يكون النظام في توازن حراري، ولكن بعد فترة زمنية تتوزع درجة الحرارة في الكوب توزيعا متساويا.
مثل تلك التغيرات في الأنظمة المعزولة نصفها بأنها عملية غير عكوسية، بمعنى أن التغير يسير من ذاته في اتجاه معلوم، ولكن سير التغير في الاتجاه العكسي لا يمكن أن يسري من نفسه. وهذا هو مضمون القانون الثاني للديناميكا الحرارية. ومن الصعب تحقيق عزل نظام في الطبيعة ولكننا نحاول ذلك قدر استطاعتنا في تجاربنا المعملية.

## اقرأ أيضا
- حمل حراري
- جسم أسود
- قانون بلانك
- توازن ترموديناميكي